# Militärpatrull vid olympiska vinterspelen 1928

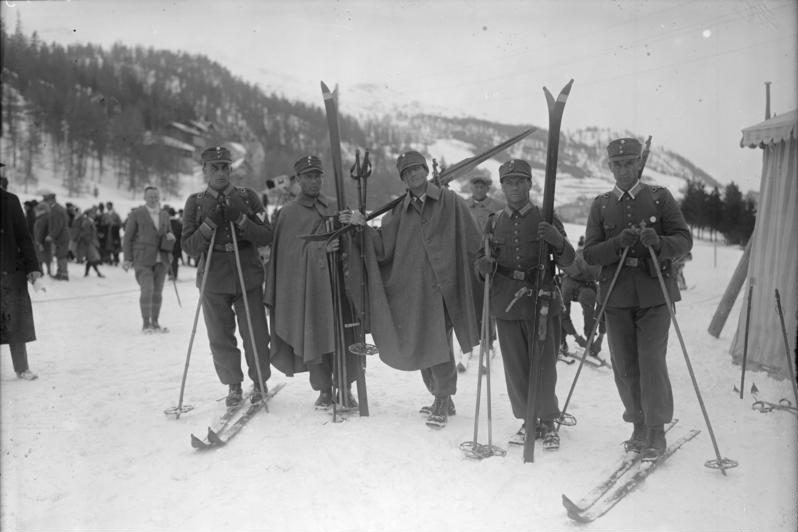
Det tyska laget i Militärpatrull.

Militärpatrull vid olympiska vinterspelen 1928 i Sankt Moritz, Graubünden, Schweiz var en uppvisningssport. En snöstorm föregående natt försenade starten med 45 minuter som behövdes för att rensa upp spåren. Tävlingen hölls på distans över 30 kilometer, på en höjd över havet av 1 100 meter. Startpunkten låg på över 2 108 meter över havet, den högsta punkten över 2 877 meter över havet, och målgången i dalen på 1 850 meter över havet. Nio länder med 36 aktiva deltog.
Tävlingen hölls söndagen den 12 februari 1928.

## Resultat

### Herrar
| Placering | Lag                                                                                           | Tid       |
| --------- | --------------------------------------------------------------------------------------------- | --------- |
| 1         | Norge · (Ole Reistad, Leif Skagnæs, Ole Stenen, Reidar Ødegaard)                              | 3:50:47   |
| 2         | Finland · (Eino Hjalmar Kuvaja, Kalle Tuppurainen, Esko Järvinen, Veikko Hannes Ruotsalainen) | 3:54:37   |
| 3         | Schweiz · (Fritz Kuhn, Hugo Lehner, Otto Furrer, Antoine Julen)                               | 3:55:04   |
| 4         | Italien · (Enrico Silvestri, Daniele Pellissier, Erminio Confortola, Piero Maquignaz)         | 4:07:30   |
| 5         | Tyskland · (Franz Raithel, Stefan Kistler, Josef Rehm, Ludwig Mayer)                          | 4:15:02,5 |
| 6         | Tjeckoslovakien · (Otakar Německý, Josef Klouček, Jan Bedřich, Robert Möhwald)                | 4:15:07,5 |
| 7         | Polen · (Zbigniew Wóycicki, Władysław Żytkowicz, Bronisław Czech, Tadeusz Zaydel)             | 4:39:45   |
| 8         | Rumänien · (Toma Calista, Constantin Pascu, Ioan Rucǎreanu, Ion Zǎgǎnescu)                    | 5:00:16   |
| 9         | Frankrike · (Marcel Pourchier, R. Mandrillon, R. Gindre, M. Perrier)                          | 5:20:26   |